# Handball-Oberliga Ostsee-Spree
Die Handball-Oberliga Ostsee-Spree (OOS) ist eine der zwölf Staffeln der Handball-Oberliga des Deutschen Handballbundes und die höchste Spielklasse der Handballverbände Mecklenburg-Vorpommern, Berlin und Brandenburg. Die Oberliga war die vierthöchste Spielklasse im deutschen Handball. Ab der Saison 2024/25 wird die Oberliga in Regionalliga Ostsee-Spree umbenannt.

## Geschichte
Die Liga wurde im Rahmen einer allgemeinen Strukturreform der Handballligen zur Saison 2010/11 eingeführt und löste damit die bisherigen Oberligen Berlin-Brandenburg und Mecklenburg-Vorpommern ab. Der Vertrag darüber wurde im Rahmen des 54. Berliner Verbandstages im April 2009 durch die Präsidenten und Vizepräsidenten (Recht) der drei Verbände unterzeichnet, die damals noch dem Nordostdeutschen Handball-Verband angehörten. Im Herbst 2010 gingen erstmals bei den Männern zehn Mannschaften der bisherigen Oberliga Berlin-Brandenburg und vier Mannschaften der Oberliga Mecklenburg-Vorpommern an den Start, bei den Frauen waren es neun Teams aus Berlin und Brandenburg und drei Teams aus Mecklenburg-Vorpommern; ergänzt wurde das Starterfeld durch Absteiger aus den Regionalligen und Aufsteiger aus den drei Verbandsligen. Seit der Saison 2011/12 steigt jeweils der Meister der Oberliga direkt in die übergeordnete 3. Liga auf und die letzten drei Mannschaften in die Ligen der beteiligten Landesverbände ab.

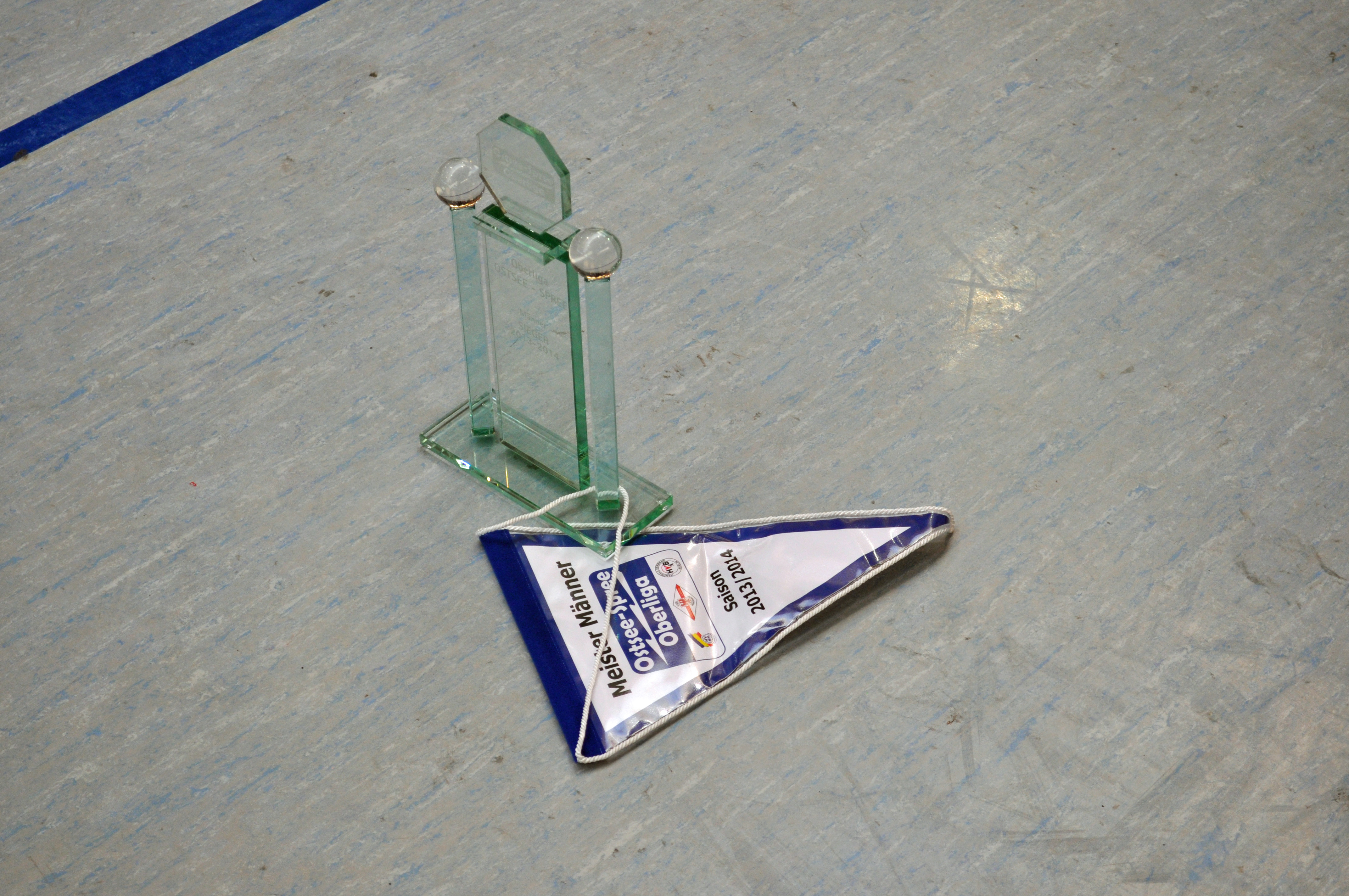
Meisterpokal und Wimpel der Oberliga Ostsee-Spree (2013/14)

### Meister der Oberliga Ostsee-Spree
| Saison  | Männer                   | Frauen                                               |
| ------- | ------------------------ | ---------------------------------------------------- |
| 2010/11 | SV 63 Brandenburg-West   | Frankfurter HC II                                    |
| 2011/12 | LHC Cottbus              | Frankfurter HC II                                    |
| 2012/13 | MTV 1860 Altlandsberg    | SV 63 Brandenburg-West                               |
| 2013/14 | Stralsunder HV           | Füchse Berlin II                                     |
| 2014/15 | HSV Insel Usedom         | Rostocker HC                                         |
| 2015/16 | HV Grün Weiß Werder      | Füchse Berlin II                                     |
| 2016/17 | LHC Cottbus              | SV Grün-Weiß Schwerin                                |
| 2017/18 | Füchse Berlin Reindf. II | BFC Preussen (Meister) TSG Wismar (Aufsteiger)       |
| 2018/19 | Stralsunder HV           | VfV Spandau                                          |
| 2019/20 | Stralsunder HV           | Pfeffersport Berlin                                  |
| 2021/22 | Ludwigsfelder HC         | VfV Spandau                                          |
| 2022/23 | HSV Insel Usedom         | VfV Spandau (Meister) SV Neubrandenburg (Aufsteiger) |
| 2023/24 | LHC Cottbus              | Berliner TSC                                         |

## Handball-Regionalliga Ostsee-Spree
Mit Beginn der Saison 2024/25 wird die Oberliga in Regionalliga Ostsee-Spree umbenannt. Auch die RL-Ostsee-Spree wird von den Landesverbänden Mecklenburg-Vorpommern, Berlin und Brandenburg organisiert werden. Die RL-OS der Männer soll mit 14 Mannschaften und die der Frauen mit 12 Mannschaften gebildet werden. Bei den Männern steigt der Meister direkt in die 3. Liga auf, während bei den Frauen sich der Meister erst über eine Aufstiegsrelegation zur 3. Liga (Frauen) qualifizieren kann. Die bisher untergeordneten Ligen sollen ab 2024/25 in Oberliga umbenannt werden. Es steigen so viele Mannschaften ab (maximal vier), bis die Ligastärke von 14 Teams incl. zwei Aufsteigern aus den Oberligen und möglichen Absteigern aus der 3. Liga erreicht ist.

### Meister der Regionalliga Ostsee-Spree
| Saison  | Männer       | Saison  | Frauen                        |
| ------- | ------------ | ------- | ----------------------------- |
| 2024/25 | HV GW Werder | 2024/25 | SV Fortuna ’50 Neubrandenburg |
| 2025/26 |              | 2025/26 |                               |

Aufsteiger in die 3. Liga fett gedruckt

## Ligabetrieb

### Saison 2020/21
In der Spielzeit 2020/21 traten bei den Männern je neun Teams in der Staffel Nord (HV GW Werder, SV 63 Brandenburg-West, VfV Spandau, SG Uni Greifswald / Loitz, BTV 1850, SV Fortuna 50 Neubrandenburg, VfL Tegel, HSV Insel Usedom	und Bad Doberaner SV 90) und der Staffel Süd (Ludwigsfelder HC, MTV 1860 Altlandsberg, BFC Preussen, Grünheider SV, Sp.Vg. Blau-Weiß 1890, SG OSF Berlin, HSG RSV Teltow/Ruhlsdorf und VfL Lichtenrade) an.
Bei den Frauen spielten zwölf Teams in einer Staffel (HSG Neukölln, SV Fortuna 50 Neubrandenburg, HV GW Werder, VfV Spandau, BFC Preussen, Pro Sport 24, SG OSF Berlin, TSG Wismar, Füchse Berlin Reinickendorf II, HSG RSV Teltow/Ruhlsdorf, Berliner TSC	und MTV 1860 Altlandsberg).

### Saison 2016/17
In der Saison 2016/17 nahmen am Ligabetrieb 14 Männermannschaften und zwölf Frauenmannschaften teil.

#### Männer
| Pl. | Verein                     | Sp | S  | U | N  | Tore    | Diff. | Punkte |
| --- | -------------------------- | -- | -- | - | -- | ------- | ----- | ------ |
| 1   | Lausitzer HC Cottbus       | 26 | 19 | 4 | 3  | 755:630 | +123  | 42:10  |
| 2   | Stralsunder HV             | 26 | 21 | 0 | 5  | 677:572 | +105  | 42:10  |
| 3   | Ludwigsfelder HC           | 26 | 18 | 1 | 7  | 715:660 | +55   | 37:15  |
| 4   | MTV 1860 Altlandsberg      | 26 | 17 | 1 | 8  | 691:598 | +93   | 35:17  |
| 5   | HSV Insel Usedom           | 26 | 17 | 1 | 8  | 684:611 | +73   | 35:17  |
| 6   | Füchse Berlin Reindf. II   | 26 | 15 | 3 | 8  | 779:720 | +59   | 33:19  |
| 7   | Grünheider SV              | 26 | 14 | 1 | 11 | 679:661 | +18   | 29:23  |
| 8   | SG OSF Berlin              | 26 | 10 | 1 | 15 | 647:653 | −6    | 21:31  |
| 9   | SV 63 Brandenburg-West     | 26 | 8  | 5 | 13 | 729:753 | −24   | 21:31  |
| 10  | Bad Doberaner SV 90        | 26 | 10 | 0 | 16 | 655:709 | −54   | 20:32  |
| 11  | VfL Tegel                  | 26 | 8  | 1 | 17 | 597:728 | −131  | 17:35  |
| 12  | VfL Lichtenrade            | 26 | 6  | 3 | 17 | 654:726 | −72   | 15:37  |
| 13  | SV Fort. 50 Neubrandenburg | 26 | 4  | 2 | 20 | 590:645 | −55   | 10:42  |
| 14  | BSV 92                     | 26 | 3  | 1 | 22 | 560:746 | −186  | 7:45   |

Tabelle
SG OSF Berlin, Bad Doberaner SV, Ludwigsfelder HC, SV 63 Brandenburg-West, MTV 1860 Altlandsberg, LHC Cottbus, Grünheider SV, SV Fortuna ’50 Neubrandenburg, Füchse Berlin II, VfL Tegel 1891, Stralsunder HV, VfL Lichtenrade, Berliner SV 1892, HSV Insel Usedom

#### Frauen
HSG Neukölln, Berliner FC Preussen, VfV Spandau, Pro Sport Berlin, TSV Rudow 1888, HC 52 Angermünde, SV Fortuna ’50 Neubrandenburg, SG Hermsdorf/Waidmannslust, Füchse Berlin II, Rostocker HC, SV Grün-Weiß Schwerin, SG OSF Berlin

### Saison 2015/16
In der Saison 2015/16 nahmen am Ligabetrieb 14 Männermannschaften und zwölf Frauenmannschaften teil.

#### Männer
HV Grün-Weiß Werder, SG OSF Berlin, LHC Cottbus, Ludwigsfelder HC, SV 63 Brandenburg-West, MTV 1860 Altlandsberg, VfL Lichtenrade, Bad Doberaner SV, Grünheider SV, SV Fortuna ’50 Neubrandenburg, TSV Rudow 1888, SG Uni Greifswald/Loitz, Berliner FC Preussen, TSG Lübbenau 63

#### Frauen
Berliner FC Preussen, Füchse Berlin II, VfV Spandau, SG OSF Berlin, SV Grün-Weiß Schwerin, HSG Neukölln, SG Hermsdorf/Waidmannslust, Pro Sport Berlin 24, SV Fortuna Neubrandenburg, SV 63 Brandenburg-West, HC 52 Angermünde, HV Luckenwalde 09

### Saison 2013/14
In der Saison 2013/14 nahmen am Ligabetrieb 14 Männermannschaften und zehn Frauenmannschaften teil; von den zehn Mannschaften in der Frauenliga sind neun aus Berlin.

#### Männer
| Pl. | Verein                        | Sp | S  | U | N  | Tore    | Diff. | Punkte |
| --- | ----------------------------- | -- | -- | - | -- | ------- | ----- | ------ |
| 01. | Stralsunder HV                | 26 | 23 | 1 | 2  | 845:642 | +203  | 47:05  |
| 02. | Bad Doberaner SV              | 26 | 20 | 3 | 3  | 715:628 | +087  | 43:09  |
| 03. | LHC Cottbus                   | 26 | 18 | 3 | 5  | 780:682 | +098  | 39:13  |
| 04. | SV Fortuna ’50 Neubrandenburg | 26 | 15 | 4 | 7  | 648:580 | +068  | 34:18  |
| 05. | HSV Insel Usedom              | 26 | 15 | 3 | 8  | 696:669 | +027  | 33:19  |
| 06. | Ludwigsfelder HC              | 26 | 13 | 2 | 11 | 740:711 | +029  | 28:24  |
| 07. | SG OSF Berlin                 | 26 | 9  | 5 | 12 | 670:660 | +010  | 23:29  |
| 08. | TSG Lübbenau 63               | 26 | 9  | 3 | 14 | 687:716 | −029  | 21:31  |
| 09. | HV Grün-Weiß Werder (N)       | 26 | 8  | 4 | 14 | 710:727 | −017  | 20:32  |
| 10. | HC Neuruppin1                 | 26 | 8  | 2 | 16 | 738:796 | −058  | 18:34  |
| 11. | HSV Peenetal Loitz1           | 26 | 8  | 2 | 16 | 695:738 | −043  | 18:34  |
| 12. | Polizei SV Berlin             | 26 | 7  | 3 | 16 | 662:739 | −077  | 17:35  |
| 13. | SG TMBW Berlin (N)            | 26 | 6  | 2 | 18 | 631:798 | −167  | 14:38  |
| 14. | HC Spreewald (N)              | 26 | 4  | 1 | 21 | 664:795 | −131  | 09:43  |

1 Gemäß § 43 Spielordnung gilt bei Punktgleichheit am Saisonende der Direktvergleich als Unterscheidungskriterium.

#### Frauen
Füchse Berlin II, Berliner FC Preussen, Pro Sport Berlin 24, SG TMBW Berlin, SG OSF Berlin, Berliner TSC II, SG Hermsdorf-W., SV Fortuna ’50 Neubrandenburg, HSG Neukölln, SG Spandau, HV Luckenwalde 09

### Saison 2012/13
In der Saison 2012/13 nahmen am Spielbetrieb der Oberliga der Männer 13, am Spielbetrieb der Oberliga der Frauen 12 Teams teil. Die männliche A-Jugend war mit 10, die männliche B-Jugend mit 10, sowie die weibliche A-Jugend mit 5 Mannschaften vertreten.

#### Männer
Bad Doberaner SV, Berliner FC Preussen, HC Neuruppin, HSV Peenetal Loitz, Ludwigsfelder HC, Mecklenburger HC, MTV Altlandsberg, SG OSC-Schöneberg-Friedenau, SG TMBW Berlin, SV 63 Brandenburg-West, SV Fortuna ’50 Neubrandenburg, TSG Lübbenau 63, TSV Rudow

#### Frauen
Berliner TSC II, Berliner FC Preussen, BVB-Füchse Berlin II, HSG Neukölln, MTV Altlandsberg II, HSG OSC-Friedenau, Rostocker HC II, SG ASC/VfV Spandau, SG TMBW Berlin, SV 63 Brandenburg-West, SV Fortuna ’50 Neubrandenburg, TSG Wismar II

#### Männliche A-Jugend
1. VfL Potsdam, Berliner SV 92, 1. LHC Cottbus, Oranienburger HC, SG OSC-Schöneberg-Friedenau, Polizei SV Berlin, SG ASC/VfV Spandau, SG NARVA Berlin, SV Post Schwerin, TSV Rudow

#### Männliche B-Jugend
1. VfL Potsdam, Füchse Berlin, HC Empor Rostock, 1. LHC Cottbus, SG Lichtenrade/Preussen, SG Hermsdorf-Waidmannslust, SG Rotation Prenzlauer Berg, SV Fortuna Neubrandenburg, SV Post Schwerin, TSV Rudow

#### Weibliche A-Jugend
Frankfurter HC, Füchse Berlin, SG OSC-Schöneberg-Friedenau, SV Fortuna Neubrandenburg, SV Grün-Weiß Schwerin

### Saison 2011/12

#### Männer
1. LHC Cottbus, HSV Peenetal Loitz, TSG Lübbenau 63, Bad Doberaner SV, SV Fortuna ’50 Neubrandenburg, Ludwigsfelder HC, SG OSC-Schöneberg-Friedenau, HC Neuruppin, 1. VfL Potsdam II, SG TMBW Berlin, Berliner FC Preussen, 1. SV Eberswalde, SG Rotation Prenzlauer Berg, Grünheider SV

#### Frauen
Frankfurter HC II, SG ASC/VfV Spandau, MTV Altlandsberg II, Rostocker HC II, BVB-Füchse Berlin II, SV Fortuna ’50 Neubrandenburg, SV 63 Brandenburg-West, Berliner TSC II, HSG OSC-Friedenau, ProSport 24 Berlin, HSG Neukölln, Oranienburger HC